# أبو الحسن محمد السمجوري
أبو الحسن محمد بن إبراهيم السمجوري (توفي عام 378 هـ / 988 م) كان أحد أمراء السمجوريين.
في عام 347 هـ، عيّنه الأمير عبد الملك بن نوح حاكمًا على خراسان، وأوكل إليه قيادة جميع القوات العسكرية التابعة للسامانيين. في الفترة بين 349 و350 هـ، عُزل لفترة قصيرة، لكن المنصور بن نوح أعاده إلى منصبه لاحقًا.
في عام 356 هـ، كُلّف بفتح الري ومساعدة ظاهر الدولة وشمكير. وفي عام 361 هـ، توسط لعقد صلح بين ركن الدولة الديلمي ونوح الساماني.
خلال حكم نوح بن منصور، احتفظ أبو الحسن بمنصبه وحصل على لقب «ناصر الدولة»، لكنه في عام 371 هـ رفض مساعدة آل سامان في حربهم ضد خلف بن أحمد الصفاري. وبدلًا من ذلك، انحاز إلى وزير نوح، عبد الله بن عزيز، في الصراعات الداخلية في البلاط الساماني.
توفي أبو الحسن السيمجوري عام 378 هـ.